# Bandiera del New Jersey
La bandiera del New Jersey è composta dl sigillo dello Stato su sfondo camoscio.
La bandiera venne adottata dall'assemblea dello Stato l'11 marzo 1896.
Il colore della bandiera deriva dal colore del New Jersey Continental Line, colore che venne imposto nel 1779 da George Washington.